# Nicholas Revett
Nicholas Revett (1720-1er juin 1804) est un architecte, archéologue et peintre britannique. On lui doit la première véritable étude systématique et quasi-scientifique des monuments antiques d'Athènes.

## Biographie
Il se rendit à Rome en 1742 pour y étudier la peinture ainsi que les rudiments de l'architecture et les techniques pour mesurer les monuments.
Il effectua un premier voyage en Grèce de mars 1751 à l'automne 1753. Il séjourna principalement à Athènes et fit escale dans les îles de l'Égée, comme Délos. Avec son compagnon de voyage James Stuart, il avait défini le but de leur voyage à Rome dès 1748 : rassembler le plus de renseignements possibles sur les monuments antiques, en mesurer tous les détails, prendre des vues exactes des décorations sculptées, graver les vues, plans, élévations et publier le tout en trois volumes. Revett était plus spécifiquement chargé de mesurer les monuments. Le voyage fut subventionné par la Société des Dilettanti.
Il effectua un second voyage en Ionie et dans les îles de l'Égée, avec Richard Chandler et William Pars. Ils partirent le 9 juin 1764 et revinrent le 2 novembre 1766. Le but du voyage avait été fixé par la Société des Dilettanti qui le finançait : étudier le plus précisément possible les régions visitées afin de donner l'idée la plus complète possible de leur état ancien et de leur état actuel, en se concentrant plus spécifiquement sur les monuments antiques. Revett était chargé de tous les dessins d'architecture.

## Publications
- 1748 Proposals for Publishing an Accurate Description of the Antiquities of Athens.
- 1762 à 1816 Antiquities of Athens.
- 1769 à 1796 Antiquities of Ionia

## Bâtiments
Le portique qu'il construisit près de Salisbury était inspiré d'un portique de Délos. Il y utilisa le dorique délien : colonnes non cannelées, sauf deux petites bandes au sommet et à la base (comme pour le temple hellénistique Apollon à Délos). Il lança ainsi le style Greek Revival en 1766.